# Peteco Carabajal

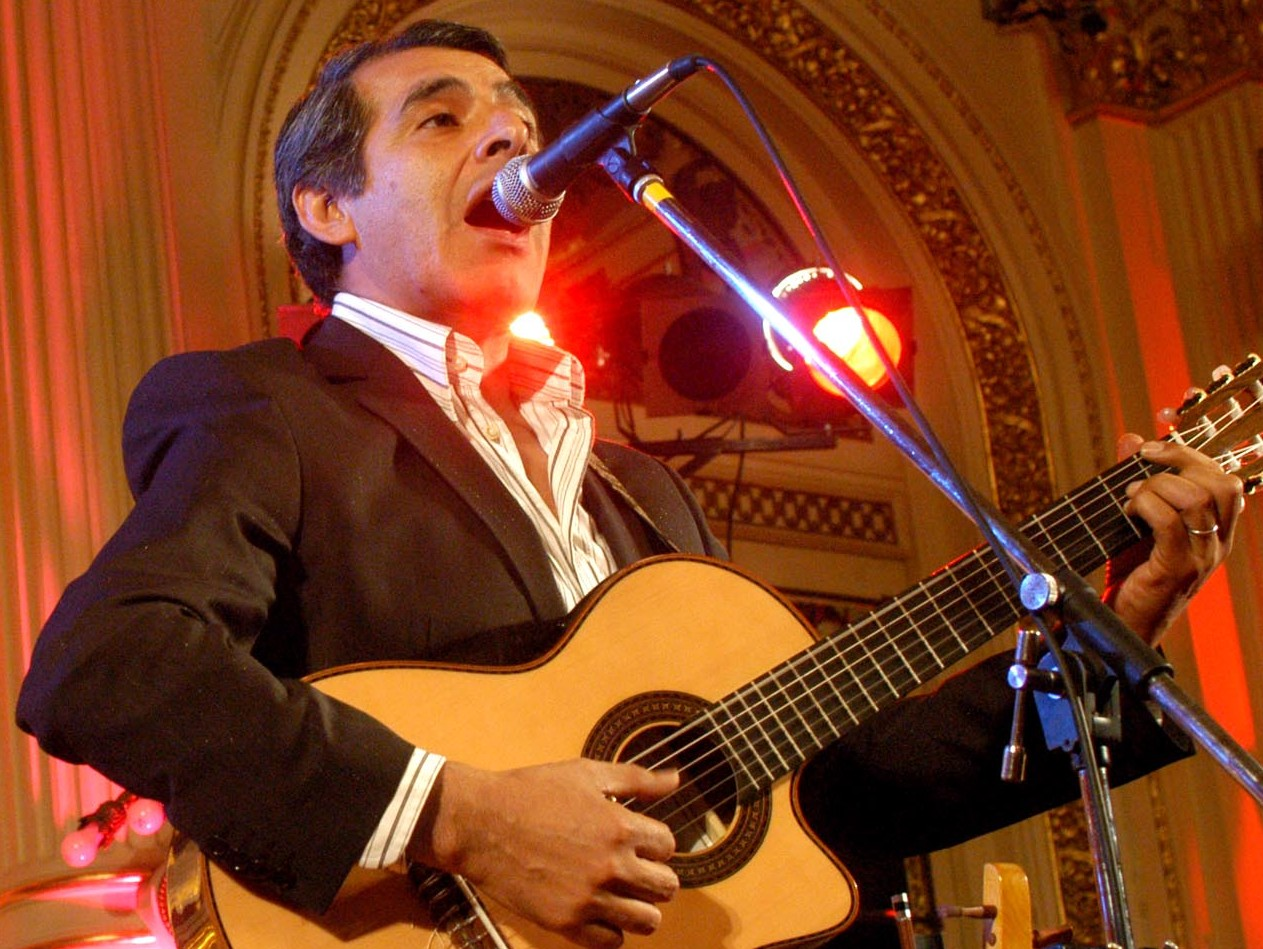
Peteco Carabajal (2005)

Peteco Carabajal, bürgerlicher Name Carlos Oscar Carabajal Correa (* 25. Mai 1956 in La Banda, Santiago del Estero) ist ein argentinischer Komponist, Songwriter und Musiker (Gitarrist, Violinist und Sänger).

## Leben und Wirken
Carlos Oscar „Peteco“ Carabajal wurde in eine musikalische Familie hineingeboren, als Sohn von Carlos Carabajal (1929–2006) und dessen Frau Zita Correa de Carabajal. Er wurde musikalisch durch seinen Vater geprägt, der in verschiedenen Ensembles mitwirkte, zum Beispiel in der Gruppe Los Carabajal (in der mehrere Mitglieder der Familie Carabajal spielten) oder im Ensemble Los Manseros Santiaguenños. Die Familie übersiedelte nach Buenos Aires und Peteco Carabjal begann im Alter von 17 Jahren zu singen. 
Im Jahr 1974 bildete Carabajal mit seinem Cousin Roberto Carabajal und Shalo Leguizamon das Santiago Trio.  Auf Vermittlung von Hugo Díaz erhielten sie einen Vertrag für Aufnahmen mit Agustín Gómez und dem Perkussionisten Domingo Cura. Nachdem Leguizamon Mitte der 1970er Jahre die Gruppe verlassen hatte, schlossen sich Peteco und Roberto Carabajal dem Ensemble Los Carabjal an.
1985 gründete Carabajal die Gruppe Músicos Populares Argentinos (MPA), gemeinsam mit Chango Farías Gómez, Verónica Condomí, Mono Izarrualde und Jacinto Piedra und später die Gruppe Santiagueños.
Auch konzertierte er mit bekannten Künstlern wie Mercedes Sosa, León Gieco, Victor Heredia und Jairo und absolvierte zahlreiche Tourneen.
Carabajal veröffentlichte mehrere Alben und wurde vielfach ausgezeichnet.

## Preise und Auszeichnungen (Auswahl)
- 1995: Premio Konex de Platino als Komponist (Folklore)
- 2005: Premio Konex als Sänger (Folklore)
- 2015: Premio Konex als Komponist (Folklore)
- Gran Premio Sadaic
- zwei Gardel Awards
- zwei Premio ACE
- Premio Atahualpa al Folklore
- Auszeichnung für besondere kulturelle Verdienste der Stadt Buenos Aires

Quelle: